# Gabriel Radomir
Gabriel Radomir (bułg.: Гаврил Радомир, Gawrił Radomir), w źródłach greckich Gabriel Roman (Γαβριὴλ ὀ καἰ Ρωμανός, Gabriel ho kai Romanos) – car Bułgarii w latach 1014–1015. Syn Samuela Komitopula.
Brał udział w walkach ojca z cesarzem bizantyńskim Bazylim II. Po klęsce Bułgarów pod Bełasicą w sierpniu 1014 roku i śmierci ojca niespełna dwa miesiące później, został przy poparciu dowódców obrany carem, wbrew wynikającym z prawa starszeństwa roszczeniom swego kuzyna Iwana Władysława. Wiosną następnego roku udało mu się przejściowo opanować Wodenę, cesarz jednak szybko ją odzyskał i zaatakował broniącą dostępu do stolicy państwa Ochrydy twierdzę Moglenę. Gabriel Radomir próbował odwrócić uwagę wojsk bizantyńskich organizując wyprawę pod Konstantynopol, nie był jednak w stanie przeszkodzić upadkowi twierdzy. Po zdobyciu przez Bizantyńczyków Mogleny, w sierpniu 1015 roku, został zamordowany podczas polowania w lasach w pobliżu miasteczka Petrisk przez Iwana Władysława.

## Następca tronu
Gabriel Radomir był jedynym synem Samuela Komitopula i jego żony Agaty. Pierwsza wzmianka o Gabrielu Radomirze wiąże się z ostateczną rozgrywką o władzę w państwie pomiędzy ojcem Gabriela Samuelem a jego stryjem Aaronem. Szukający poparcia przeciw bratu w Bizancjum, Aaron został przez Samuela oskarżony o zdradę i na jego rozkaz zamordowany wraz z rodziną na zamku w Razmetanicy. Gabriel wstawił się wówczas lub ukrył syna Aarona Iwana Władysława i w ten sposób ocalił swego kuzyna.

W 996 roku Gabriel Radomir wziął udział w wyprawie ojca na południe Grecji, która dotarła, aż na Peloponez. W drodze powrotnej nad rzeką Spercheios w pobliżu Termopil Bułgarzy zostali zaskoczeni przez armię bizantyńską Nicefora Uranosa. 12 000 żołnierzy bułgarskich zostało wziętych do niewoli. Samuel i Gabriel Radomir, ranni wraz z garstką towarzyszy ratowali się ucieczką. Bezdrożami Epiru z trudem przedostali się na dwór w Prespie.

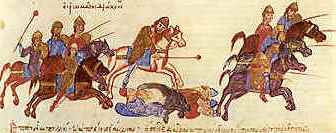
Klęska Bułgarów nad rzeką Spercheios

Po klęsce nad Spercheiosem powstrzymany na wschodzie i południu, Samuel zaatakował i podporządkował sobie księstwa serbskie na zachodzie. Wmieszał się też w walki o następstwo tronu na Węgrzech po śmierci księcia Gezy (997). W wyniku działań wojennych przyłączył do swego państwa rejon Sirmium. Wojna została zakończona podpisaniem układu pokojowego przypieczętowanego ślubem siostry nowego władcy węgierskiego Stefana I z synem Samuela Gabrielem Radomirem. Z małżeństwa tego urodził się syn Piotr Delian. Małżeństwo Gabriela i nieznanej z imienia siostry Stefana I nie trwało długo. Wkrótce zainteresowania Gabriela skierowały się ku przebywającej na dworze prespańskim młodej niewolnicy Irenie. Wedle zapisów kronikarzy greckich była ona niezwykle piękną kobietą. Gabriel Radomir wkrótce odprawił swą węgierską żonę poślubiając Irenę. Ojciec, Samuel, zatwierdził nowe małżeństwo syna. W 1002 roku, kiedy cesarz Bazyli II obległ bułgarski Widyń, król węgierski upomniał się o królewską godność siostry i zaatakował ziemie księcia Siedmiogrodu Ajtonya, stronnika cara Samuela na północy.
Kolejne kampanie cesarza bizantyńskiego pomiędzy 1001 a 1004 rokiem znacznie uszczupliły terytorium carstwa bułgarskiego. Po 1005 roku pomimo trwających nadal walk sytuacja na dłuższy czas się ustabilizowała. W ręku Samuela pozostawały górskie rejony Macedonii i Albanii oraz dolina górnej Strumy, a Bizantyńczycy nie byli w stanie posunąć się naprzód. Zmianę przyniósł rok 1014. Samuel wzniósł szereg umocnień w wąwozie pomiędzy górami Ograżden i Bełasica, na drodze, przez przełęcz Klidion, którą Bazyli II prowadził zazwyczaj swe wojska podczas wypraw w głąb państwa Samuela. Latem 1014 roku, Bazyli II podjął kolejną wyprawę przeciw Bułgarom. Samuel zasadził się ze swymi wojskami w strzeżonym palisadą wąwozie. Natknąwszy się na palisadę, Bazyli II podjął kilka prób sforsowania przeszkody, jego ataki rozbiły się jednak o dobrze bronione umocnienia. Strateg Filipopolis Nicefor Ksifias znalazł możliwość obejścia sił bułgarskich i zajęcia pozycji na ich tyłach. 29 sierpnia Bazyli II przypuścił zmasowany atak na bułgarskie pozycje obronne za palisadą, a w tym samym czasie Ksiafias niespodziewanie zaatakował od tyłu. Zaskoczeni Bułgarzy poszli w rozsypkę. Samuel ocalał jedynie dzięki wytrwałości i odwadze Gabriela Radomira, który pomógł ojcu wydostać się z wąwozu i zbiec do twierdzy Prilep. Liczbę wziętych do niewoli Bułgarów współcześni historycy określają na 14 lub 15 tysięcy. Bazyli II, rozkazał wykłuć jeńcom oczy, pozostawiając co setnemu lewe oko, aby mógł prowadzić pozostałych, po czym odesłał ich do domu. Po odprowadzeniu ojca Gabriel Radomir podążył w pole w ślad za wojskami bizantyńskimi. Z przełęczy Bazyli II zwrócił się ku Strumitsy i zajął zamki wokół Matrucium. Wysłał też swego wodza Teofilakta Botaniatesa, by zniszczył palisadę, którą Bułgarzy wznieśli na drodze do Tesaloniki. Botaniates zadanie szczęśliwie wykonał, w drodze powrotnej wpadł jednak w zasadzkę i stracił z rąk żołnierzy Gabriela Radomira większość ludzi.

## Car Bułgarów

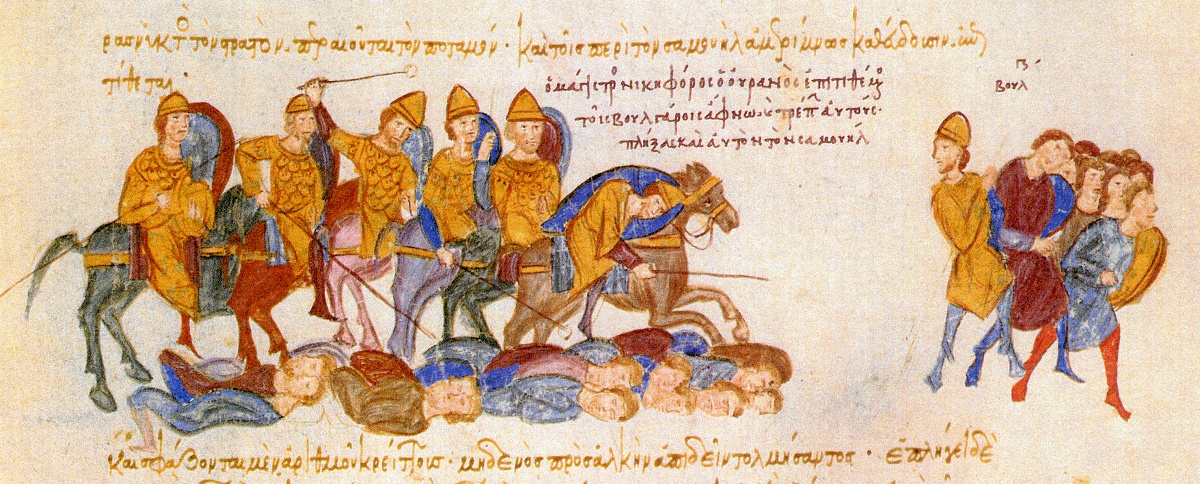
Klęska Bułgarów pod Klidion

Ślepe ofiary spod Klidion dotarły na początku października do Prespy, gdzie przebywał car. Widok upiornej procesji jego wielkiej armii miał być przyczyną ataku apopleksji Samuela. Zmarł dwa dni później 6 października 1014. Gabriel Radomir przebywał wtedy w polu z armią. Kilka dni zajął mu powrót na dwór carski. 15 października został koronowany na cara Bułgarów. Jego sytuacja od początku nie była zbyt stabilna. Żył i prawdopodobnie zgłaszał, wynikające z prawa starszeństwa, pretensje do tronu, syn starszego z Komitopulów Iwan Władysław. Wodzowie Samuela poparli jego syna, Gabriela Radomira. Nowy car uczynił swym zastępcą, wielmożę Domecjana, obecnego przy koronacji, nadając mu tytuł kauchana. Niewątpliwie jednak miał też swoich stronników Iwan Władysław. W chwili objęcia władzy nowy car nie był już człowiekiem młodym, najprawdopodobniej przekroczył 50. rok życia. Jego państwo ograniczające się do gór macedońskich i albańskich oraz pasa twierdz w dolinie rzeki Strumy znajdowało się pod nieustającym naporem ze strony Bizancjum, a klęska pod Bełasicą mocno zachwiała możliwościami obronnymi Bułgarów.
24 października wieści o śmierci Samuela dotarły do cesarza Bazylego II, który tymczasem dotarł już do Mosynopolis. Pomimo późnej pory roku cesarz powrócił do Macedonii i przez dolinę Crny skierował się ku siedzibie Gabriela Radomira, Bitoli. Nie udało mu się zdobyć twierdzy, spalił jedynie pałac carski, po czym ze względu na nadchodzącą zimę zmuszony był się wycofać. W drodze powrotnej jego wojska zajęły Prilep i Sztip. Na początku stycznia 1015 roku wojska bizantyńskie przez Wodenę dotarły do Tesaloniki.
Wiosną, dzięki zdradzie, Gabrielowi Radomirowi udało się odzyskać Wodenę i obsadzić ją bułgarskim garnizonem. Bazyli nadciągnął jednak pod twierdzę z całym swym wojskiem i zmusił ją do poddania się. Bułgarskich obrońców cesarz zesłał do temu Boleron w Tracji, a dla poprawy bezpieczeństwa wzniósł naprzeciw Wodeny dwa zamki, które zostały nazwane: Kardia i Św. Eliasz. Po odbiciu Wodeny cesarz powrócił do Tesaloniki, gdzie zastało go poselstwo od cara bułgarskiego, któremu przewodził grecki żołnierz zwany Chirotmetus (ponieważ utracił jedną rękę). W liście dostarczonym przez Chirotmetusa Gabriel Radomir zobowiązywał się podporządkować cesarzowi. Bazyli II obawiając się podstępu odprawił posłów z niczym. Wysłał natomiast wojsko pod dowództwem Nicefora Ksifiasa i Konstantyna Diogenesa w stronę leżącej na północny zachód od Edessy kotliny Megleny z zadaniem rozpoczęcia oblężenia jednej z kluczowych twierdz bułgarskich, Mogleny, broniacej drogi ku stolicy państwa Ochrydzie. Obroną kierowali wojewoda Ilica i ze względu na wagę przedsięwzięcia, kauchan Domecjan.
W czasie oblężenia Mogleny car przebywał po drugiej stronie, okalającego kotlinę Megleny od zachodu, pasma górskiego Woras, nad jeziorem Ostrowo (jez. Wegoritida), skąd obserwował przebieg działań wojennych. Dla odciągnięcia Bizantyńczyków spod Mogleny podjął desperacką wyprawę, która dotarła aż pod mury Konstantynopola, nie wpłynęła jednak na wynik oblężenia. Obrońcy trzymali się dzielnie do czasu, gdy cesarz przybywszy pod twierdzę rozkazał, aby zmienić bieg rzeki opływającej miasto i wysadzić odsłonięte w ten sposób fundamenty. Dowódcy zmuszeni zostali do poddania się. Do niewoli dostali się kauchan Domecjan, wojewoda Ilica i wielu możnowładców. Żołnierzy cesarz deportował na granicę z Armenią, a miasto zniszczył i spalił. Upadek Mogleny i utrata potężnego stronnika w osobie kauchana Domecjana istotnie zachwiała tronem Gabriela Radomira. Nie jest wykluczone, że już wcześniej cesarz Bazyli intrygował przeciw carowi sugerując Iwanowi Władysławowi, że może liczyć na jego przychylność w razie przejęcia władzy. W sierpniu 1015 roku, podczas polowania w lasach w pobliżu miasteczka Petrisk Gabriel Radomir został zamordowany przez Iwana Władysława.
Grecki kronikarz Jan Skylitzes napisał o nim: Wzrostem i siłą dorównywał swemu ojcu, ale rozumem i duchem znacznie mu ustępował.

## Związki rodzinne

### Żony
- NN, księżniczka węgierska, najprawdopodobniej córka Stefana I, władcy węgierskiego[4][12][13]. Ponieważ z relacji Jerzego Kedrena wiemy tylko, że pierwsza żona Gabriela Radomira była księżniczką węgierską istnieją również hipotezy, że mogła być córką księcia Gejzy i siostrą Stefana I[14], a nawet córką księcia Banatu Ajtonya[15].
W zależności od tego, którą hipotezę się przyjmie w różny sposób trzeba oceniać czas i okoliczności zawarcia i rozpadu małżeństwa pomiędzy Gabrielem Radomirem a jego pierwszą żoną. Małżeństwo z córką Ajtonya miałoby niewątpliwie charakter sojuszu antywęgierskiego, a może nawet antybizantyńskiego jeśli było zawarte około roku 1000. Małżeństwo z córką Gejzy musiałoby być zawarte jeszcze za panowania tego księcia, a więc przed 997 rokiem jako wyraz przymierza dwóch potężnych sąsiadów. Małżeństwo z córką Stefana I musiało zostać zawarte po umocnieniu się Stefana na tronie węgierskim, a więc około 998 roku, jak to zostało już wcześniej przedstawione, jako potwierdzenie traktatu pokojowego.
Przyczyną rozpadu tego związku mogła być albo śmierć Gejzy (997), albo śmierć Ajtonya (1002), najczęściej jednak uważa się, że była nią inna kobieta i że małżeństwo rozpadło się około roku 1000. S. Runciman tak to przedstawia: Żyła na dworze w Ochrydzie niewolnica imieniem Irena, wzięta do niewoli jako dziecko po upadku Larissy, istota o olśniewającej urodzie. Księżniczka, prawdopodobnie obdarzona urodą swojego plemienia, od którego wywodzi się nazwa ogrów, nie mogła mieć nadziei na rywalizację z urodziwą grecką branką. Gabriel Radomir zapomniał o wysokim rodzie jej ojca króla i cesarskiej krwi jej matki i porzucił ją dla nisko urodzonej Ireny. Samuel zawsze sympatyzujący z namiętnościami swych dzieci wybaczył synowi dezercję i uznał małżeństwo z Ireną[4]
Nic nie wiadomo o dalszych losach księżniczki. Możliwe, że opuszczona wstąpiła do klasztoru[4], albo też została odesłana do domu ojcowskiego[13].
- Irena z Larisy, uprowadzona w 985 roku z Larisy, niewolnica na dworze prespańskim, zm. 1015.

### Potomstwo
Z pierwszej żony:
- Piotr Delian – w 1040 roku stanął na czele powstania antybizantyńskiego przyjmując tytuł cara.

Z drugiej żony:
- pięciu synów NN – najstarszy z nich został po śmierci ojca w 1015 roku oślepiony przez stryja Iwana Władysława. Jeden z nich brał najwidoczniej udział wraz ze stryjem w kampanii 1017 roku, bizantyński kronikarz notuje bowiem, że w ręce wojsk greckich, po zwycięskiej bitwie w okolicach Setiny, wpadł ekwipunek cara i jego bratanka. Wszyscy poddali się wraz carową wdową Marią w 1018 roku Bazylemu i zostali odesłani do Konstantynopola[16].
- dwie córki NN

## Upamiętnienie
- Imieniem Radomira jest nazwane miasto w Bułgarii i wzgórze na wyspie Livingstona w Antarktyce.
- Gabriel Radomir jest jednym z bohaterów trylogii powieściowej Dymitra Talewa Samuel. Drugi tom trylogii nosi tytuł Kopciuszek i carski syn i nawiązuje do miłości Gabriela Radomira i Ireny.